# Bunny's Birthday Surprise
Bunny's Birthday Surprise è un cortometraggio muto del 1913 diretto da Wilfrid North.

## Trama
Bunny torna a casa particolarmente stanco dal lavoro e si infila subito a letto, senza accorgersi che la moglie e il figlio gli hanno preparato una festa a sorpresa per il suo compleanno. Così, quando la moglie lo chiama giù, lui si presenta in sala da pranzo in pigiama. Scandalizzati per la tenuta e pensando di essere oggetto di uno scherzo di cattivo gusto, gli ospiti se ne vanno. E quando giunge Dave, il figlio di Bunny con la fidanzata, anche quest'ultima fuggirà via. Alla fine, le sarà spiegato l'accaduto e tutto finirà con una risata.

## Produzione
Il film fu prodotto dalla Vitagraph Company of America.

## Distribuzione
Distribuito dalla General Film Company, il film - un cortometraggio di 225 metri - uscì nelle sale cinematografiche statunitensi il 19 maggio 1913. Nelle proiezioni, veniva programmato con il sistema dello split reel, accorpato in un'unica bobina con un altro cortometraggio prodotto dalla Vitagraph, il documentario Vitagraph at Kama Kura.
Copia della pellicola viene conservata negli archivi dell'UCLA ed è stata preservata dalla National Film Preservation Foundation.